# ミハイル・カシヤノフ
ミハイル・ミハイロヴィチ・カシヤノフ（ロシア語: Михаи́л Миха́йлович Касья́нов、ラテン文字転写：Mikhail Mikhailovich Kas'yanovもしくはMikhail Kasyanov、1957年12月8日 - ）は、ロシア連邦の政治家。ウラジーミル・プーチン政権で第6代ロシア連邦首相を務めた。

## 経歴

### 首相就任まで
1957年12月8日にソビエト連邦のロシア・ソビエト連邦社会主義共和国のモスクワ州ソンツェヴォに誕生する。1983年にモスクワ自動車道路大学（MADI）を卒業し、ゴスプラン（国家計画委員会）にて技師として勤務する。1990年にロシア国家経済委員会対外経済部長に就任。1991年にロシア国家経済委員会が経済省に改組されると、対外経済局副局長となり、その後局長に昇進した。1993年から対外債務局局長を務める。1995年には大蔵次官に就任した。次官時代はロシア通貨危機で欧米諸国との債務交渉においてロシア側の代表を務めた。1999年8月に財務大臣に就任。ウラジーミル・プーチンが大統領代行就任後の2000年1月より第一副首相を兼務する。

### 首相
2000年5月にウラジーミル・プーチンが正式に第2代ロシア連邦大統領に就任すると、同年5月より第6代ロシア連邦首相を務めた。カシヤノフは元の急進改革派であるリベラル派の一定の支持を得ていた他、ソ連時代にゴスプラン議長を務め、エフゲニー・プリマコフ内閣で第一副首相だったユーリ・マスリュコフからも後押しされていた。官僚出身ということもあり、その政治姿勢は慎重で自らの政治姿勢を明確にすることは避けていたが、一方で新興財閥であるオリガルヒとの密接な関係が指摘され、必ずしも政治的基盤は安定していなかった。またプーチンの対抗馬として大統領候補としてカシヤノフの名が挙がるなどしたことから、次第にプーチン及びプーチン政権内のシロヴィキから白い目で見られるようになり、2004年ロシア連邦大統領選挙直前の2004年2月に首相を解任された。

## プーチン大統領への批判
首相解任後にカシヤノフはプーチン批判を積極的に行っている。野党である「人民民主連合」（非公認）を立ち上げたほか、反プーチン勢力の連合である「もう一つのロシア」や「連帯」にも参加し、反プーチン運動を展開している。
2005年にカシヤノフは国有資産だった別荘が過去に競売へ出された際、その別荘がカシヤノフによって不当な安値で払い下げられたとして、下院議員に告発される。そして告発を受けた検察によってこの疑惑が捜査されることになった。その後2007年にモスクワの裁判所はカシヤノフに対して別荘の返還を求めた。

### 2008年ロシア連邦大統領選挙
2007年12月8日に翌年の2008年ロシア連邦大統領選挙に立候補を表明した。これに伴い右派勢力同盟のボリス・ネムツォフは大統領選立候補を辞退し、リベラル派、野党勢力で候補を一本化することに言及した。しかし、2008年1月27日にロシア中央選挙管理委員会は候補者登録に必要な200万人の署名の偽造・無効が規定の5パーセント以内を上回る13.36パーセントであるとしてカシヤノフの登録を拒否した。カシヤノフはこの決定をプーチンの指示によるものとして非難している。

### 2022年ロシアのウクライナ侵攻
2022年2月24日にロシアのウクライナ侵攻が始まって以来、プーチン大統領は反戦運動をする国民をスパイ(第五列)呼ばわりし「すべての人々、特にロシアの人々は、真の愛国者を汚物や裏切り者から常に区別し、偶然に口に飛び込んだ小虫のように彼らを吐き出すことができるだろう」などと脅すような発言をはじめた。それに対し、カシヤノフはTwitterで「プーチンはロシアを破壊するための彼の行動を強化しており、体制に同意しない人々に対する大規模な弾圧の開始を本質的に発表している」「これは私たちだけでなく、以前の私たちの歴史の中で起こったことです」と非難している。
同年5月14日にインタビューに応じ、同月9日の戦勝記念日の軍事パレードで行われたプーチン大統領の演説を見て「少し緊張しているように見える」「彼がこの戦争に負けていることにすでに気付き始めた」と語った。側近がプーチンに悪い情報を伝えることを差し控えたか戦況の全体像を説明しなかったため、プーチンは軍隊が万全であると信じ、（同年2月時点で）ウクライナ侵攻にはほとんど時間がかからないと信じていたのではとカシヤノフは推察している。
同年6月3日、現在、ロシアにはいないことを書面でAFPに明かした。
2023年11月24日、ロシア法務省はカシヤノフをスパイとほぼ同義の外国のエージェントに指定した。ウクライナ侵攻に反対し、不正確な情報を拡散して「ロシアの内政外交の信用をおとしめた」ことが理由だという。